# Катастрофа Boeing 737 в Кегворте
Катастрофа Boeing 737 в Кегворте (также известная как Авиакатастрофа в Кегворте) — авиационная катастрофа, произошедшая в воскресенье 8 января 1989 года около деревни Кегворт (Лестершир). Авиалайнер Boeing 737-4Y0 авиакомпании British Midland Airways (BMA) выполнял плановый внутренний рейс BD 092 по маршруту Лондон—Белфаст, но через 13 минут после взлёта у него отказал двигатель №1 (отделение лопатки компрессора), что сопровождалось сильной вибрацией. В сложившейся ситуации пилоты ошибочно отключили двигатель №2, после чего приняли решение совершить аварийную посадку в аэропорту Восточный Мидландс в Лестершире, но при заходе на посадку двигатель №1 остановился, а попытки запустить двигатель №2 оказались безуспешными и в итоге лайнер ударился о лесополосу автострады M1, затем врезался в откос насыпи аэропорта Восточный Мидландс и разрушился. Из находившихся на его борту 126 человек (118 пассажиров и 8 членов экипажа) погибли 47.
Катастрофа рейса 092 стала первой в истории самолёта Boeing 737-400 и первой в истории семейства Boeing 737 Classic. В отчёте расследования было указано, что пилоты не проходили переподготовку для полётов на новой модели самолёта, так как в Великобритании на тот момент такового не было.

## Самолёт
Boeing 737-4Y0 (регистрационный номер G-OBME, заводской 23867, серийный 1603) был выпущен в 1988 году (первый полёт совершил 6 октября). 15 октября того же года был передан авиакомпании British Midland Airways (BMA). Оснащён двумя двухконтурными турбовентиляторными двигателями CFM International CFM56-3C1. На день катастрофы налетал 521 час.

## Экипаж
Самолётом управлял опытный экипаж, состав которого был таким:
- Командир воздушного судна (КВС) — 43-летний Кевин Хант (англ. Kevin Hunt). Очень опытный пилот, проработал в авиакомпании BMA 22 года (с 1966 года). Управлял самолётами Auster, C47, BAC 1-11, Vickers Viscount, McDonnell Douglas DC-9, Boeing 737-200, Boeing 737-300 и Boeing 737-400. В должности командира Boeing 737-400 — с 17 октября 1988 года. Налетал 13 176 часов, 763 из них на Boeing 737-400.
- Второй пилот — 39-летний Дэвид Макклелланд (англ. David McClelland). Опытный пилот, проработал в авиакомпании BMA 1 год (с 1988 года). Управлял самолётами PA-28, Cessna 402, Cessna 404, Shorts 330, Shorts 360, Boeing 737-200, Boeing 737-300 и Boeing 737-400. В должности второго пилота Boeing 737-400 — с 17 октября 1988 года. Налетал свыше 3290 часов, 192 из них на Boeing 737-400.

В салоне самолёта работали 5 бортпроводников:
- Дебора Гриффитс (англ. Deborah Griffiths) — старший бортпроводник,
- Джейми Картер (англ. Jamie Carter),
- Барбара Джонс (англ. Barbara Jones),
- Шерон Фристоун (англ. Sharon Freestone),
- Джонатан Коллинс (англ. Jonathan Collins).

Также в составе экипажа был флайт-менеджер авиакомпании BMA Али Осман (англ. Ali Osman); во время полёта он находился в салоне как служебный пассажир.

## Хронология событий
Boeing 737-4Y0 борт G-OBME выполнял рейс BD 092 между аэропортами Ольдергров (Белфаст) и Хитроу (Лондон) и обратно. После первого рейса в 18:45 авиалайнер приземлился в Хитроу, после чего в 19:52 вылетел обратно в Белфаст, пилотирование осуществлял второй пилот. На его борту находилось 8 членов экипажа и 118 пассажиров (включая 1 младенца). Самолёт поднялся до высоты 1830 метров и выровнялся над слоистыми облаками, а через пару минут получил указание подниматься до эшелона FL120 (3650 метров). В 19:58 было доложено занятие данной высоты, на что получено указание подниматься до эшелона полёта FL350 (10 650 метров) по направлению на высокочастотный радиомаяк Трент.

### Отказ двигателя
В 20:05:05 авиалайнер проходил эшелон FL283 (около 8630 метров) и находился примерно в 32 километрах юго-восточнее аэропорта Восточный Мидландс, когда возникла вибрация, которая менялась от умеренной до сильной, а в кабине пилотов появился запах гари. Речевой самописец зафиксировал грохот или тряску, а параметрический самописец — значительные продольные и поперечные ускорения. При этом в кабине пилотов не было никаких световых или звуковых предупреждений о пожаре или неисправности. Как позже вспоминал командир, он чувствовал запах и видел дым из системы кондиционирования, второй пилот вспоминал только сильный запах гари. Как показали данные параметрического самописца, вибрация возникла в двигателе №1 (левом) и сопровождалась колебаниями скорости вращения вентилятора, повышением температуры выхлопных газов и снижением расхода авиатоплива. В сложившейся ситуации КВС взял управление и отключил автопилот.
Из-за вибрации приборы на панели не давали чётких показаний, что осложняло нахождение источника проблемы. Решив, что дым идёт из пассажирского салона и наблюдая задымление из системы кондиционирования, КВС стал подозревать отказ двигателя №2 (правого). Второй пилот доложил, что может распознать показания приборов двигателей, на что командир спросил, в каком же двигателе произошли проблемы. На это второй пилот ответил: Это ле… Это правый только. На это командир дал команду: О’кей, погаси его. Автомат тяги двигателя №2 был отключён, а дроссель переведён назад. Впоследствии второй пилот не мог вспомнить, какие показания он увидел, что пришёл к такому заключению. Сама команда остановить двигатель прозвучала через 19 секунд с момента начала вибрации, когда показания приборов двигателя № 2 стабилизировались. С момента отключения автопилота и до отключения тяги правого двигателя прошло 11 секунд, в течение которых рейс 092 постепенно повернуло влево на 16°, но КВС не корректировал это изменение курса отклонением элеронов или руля направления.
Через 1-2 секунды с момента отключения подачи авиатоплива в двигатель №2 самолёт начало разворачивать уже в другую сторону, продольные и поперечные колебания при этом прекратились, скорость вращения крыльчатки компрессора в двигателе №1 упала на 3%, а температура выходящих газов поднялась на 50 °C. Параметры двигателя оставались стабильными, пока через минуту КВС не уменьшил режим работы перед началом снижения. Сильная вибрация при этом сохранилась, а расход авиатоплива был неустойчивым. Как позже сказал командир, когда дроссель двигателя №2 был отведён назад, запах и визуальные признаки дыма уменьшились, продолжающуюся вибрацию он не запомнил.
Сразу после дросселирования правого двигателя второй пилот связался с Лондонским диспетчерским центром (LATCC) и сообщил о чрезвычайной ситуации и вероятном пожаре двигателя. В это же время (43 секунды с начала вибрации) командир дал команду: Останови его. Второй пилот не стал пока выполнять это указание, так как следом командир сказал: Кажется, сейчас хорошо идём. Давай просто понаблюдаем за ним. Затем отключению двигателя №2 помешало радиосообщение от LATCC, запрашивавшего местонахождение самолёта и какой запасной аэродром выбран. Второй пилот сообщил, что они намерены брать курс на Касл-Донингтон (аэропорт Восточный Мидландс), но при этом будут сохранять связь с LATCC. Примерно в это же время в пассажирском салоне стюардессы проводили инструктаж пассажиров по аварийной посадке. Второй пилот доложил командиру о намерении выполнить контрольную карту по действиям при отказе двигателя и его остановке, прокомментировав это: Кажется, у нас стабильно. Но тем не менее задымление ещё сохраняется. Однако выполнение контрольной карты было опять прервано, когда командир связался с базой авиакомпании BMA в Восточном Мидландсе и доложил ей о ситуации. Через короткое время после этого сообщения и спустя 2 минуты 7 секунд с начала вибрации топливный кран двигателя №2 был перекрыт и была запущена ВСУ. Затем представитель BMA сообщил пилотам: Переключитесь на Восточный Мидландс, пожалуйста.
По воспоминаниям КВС, после отключения двигателя №2 в кабине запах гари и дым быстро улетучились, что создало у экипажа ложное мнение, что они верно определили неисправный двигатель. Далее была снижена мощность двигателя №1, который при этом работал без признаков неисправности, разве что были выше нормального вибрация и расход авиатоплива. Высокая вибрация сохранялась в течение 3 минут, после чего постепенно снизилась до 2 единиц, но всё равно это было несколько выше нормы. Также по воспоминаниям командира на протяжении оставшейся части полёта все доступные пилотам приборы показывали, что возникшая чрезвычайная ситуация прекращена, а двигатель №1 работает в нормальном режиме.
Когда отказ двигателя только произошёл, находившиеся в салоне пассажиры и стюардессы услышали странный шум, после чего возникла вибрация, меняющаяся от умеренной до сильной. Также некоторые пассажиры указали на появление дыма, который они описывали как от горящей резины, масла или перегретого металла. Многие видели и возгорание левого двигателя, описывая это кто как огонь, кто как искры. Три стюардессы, которые находились в задней части салона, видели признаки пожара двигателя №1, а две из них затем заметили в салоне цветной дым. Когда двигатель №2 был остановлен, КВС вызвал в кабину флайт-менеджера BMA и спросил, есть ли в салоне задымление, на что получил утвердительный ответ. Тогда командир поручил ему навести порядок в салоне, но через минуту флайт-менеджер вернулся и сообщил о панике среди пассажиров. Командир по громкой связи сообщил пассажирам, что на самолёте проблема с двигателем №2, что создало задымление в салоне, но теперь двигатель № 2 остановлен и примерно через 10 минут будет совершена посадка в аэропорту Восточный Мидландс в Лестершире. Стюардессы, которые видели пожар двигателя №1, позже рассказывали, что не расслышали сообщения о неисправности двигателя №2. Но пассажиры, видевшие пожар и слышавшие это сообщение, были сильно удивлены, при чём здесь двигатель №2, когда горит двигатель №1. Но никто не попытался передать пилотам сведения о возникшем несоответствии, несмотря на продолжающуюся вибрацию. Этому способствовало то, что дым в салоне к моменту данного сообщения уже начал рассеиваться.

### Катастрофа
Когда двигатель №2 был отключён, лайнер находился в 8,04 километрах южнее аэропорта Восточный Мидландс. Самолёт повернул вправо и снизился до эшелона FL100 (3000 метров). Далее Лондон-центр дал указание переходить на связь с Манчестер-центр, который в свою очередь дал указание сменить курс, чтобы самолёт снизился к северу от аэропорта Восточный Мидландс, а затем следовал к осевой линии курсового маяка курсо-глиссадной системы ВПП №27. При снижении КВС не стал включать автопилот, продолжая управлять лайнером в ручном режиме, так как вес авиалайнера был высоким. Второй пилот получил сведения о фактической погоде в аэропорту Восточный Мидландс и безуспешно попытался запрограммировать бортовой компьютер для отображения траектории посадки. Это заняло у него порядка двух минут.
В 20:12:28 командир сказал: Так, какие признаки о ситуации у нас есть. Сильная вибрация самолёта, дым…. Но эти рассуждения были прерваны сообщением диспетчера, который дал указания по смене курса, снижаться до эшелона FL40 (1220 метров) и переходить на связь с диспетчером подхода. После перехода на связь с диспетчером подхода второй пилот начал зачитывать контрольную карту действий при снижении и посадке с одним неработающим двигателем. Чтение карты было прервано диспетчером подхода, который попросил командира сделать контрольный звонок пожарной службе аэродрома, что тот и выполнил, но не получил ответа. В 20:17:33 чтение контрольной карты было завершено, а самолёт в это время находился в 24 километрах от торца ВПП и проходил высоту 1981 метр над уровнем моря. Через минуту командир довернул на курс 220°, чтобы вывести авиалайнер к югу от продолжения осевой линии ВПП, тем самым увеличив расстояние от полосы, после чего дал указание выпустить закрылки на 1°. На протяжении всего снижения на рабочей частоте диспетчера подхода возникали вызовы от других самолётов, которые отвлекали экипаж рейса 092.
В 20,9 километрах от торца полосы рейс 092 снизился до 914 метров, когда диспетчер дал указание выполнить доворот вправо, чтобы вернуться на осевую линию посадки. В 20:20:03 самолёт был кратковременно выровнен на 914 метрах, а у двигателя №1 была повышена мощность для сохранения высоты, когда опять появилась сильная вибрация. Экипаж получил разрешение снижаться до 610 метров, после чего КВС начал выполнять снижение, при этом постепенно довыпуская закрылки на угол 2°, а затем на 5°. Когда самолёт находился на высоте 609 метров над уровнем моря и на осевой линии, командир дал указание выпустить шасси, а в 6,9 километрах от торца ВПП велел довыпустить закрылки на 15°.
Через минуту (в 20:23:49), когда рейс 092 находился в 3,8 километрах от торца ВПП на высоте 274 метров, мощность двигателя №1 резко упала. Командир тут же дал команду второму пилоту перезапустить двигатель №2, а сам приподнял нос самолёта, пытаясь довести его до взлётной полосы. Через 17 секунд с момента потери тяги сработала система оповещения о пожаре в двигателе №1, ещё через 7 секунд сработал сигнал системы предупреждения опасного сближения с землёй (GPWS). Также начали звучать сигналы предупреждения ухода с глиссады, так как авиалайнер теперь уходил под неё. В возникшей ситуации командир велел второму пилоту не проводить инструктаж по действиям при пожаре, а сам в 20:24:33 несколько раз сказал по громкой связи в салоне: Приготовьтесь к аварийной посадке. Через 2 секунды скорость упала до 231 км/ч, в результате чего обе штурвальные колонки начали трястись, что продолжалось до столкновения лайнера с землёй. Свидетели на земле указывали на оранжевое пламя, вырывавшееся из двигателя №1 и пульсирующее в унисон с возникающими шумами. Попытки экипажа запустить двигатель №2 оказались безуспешными, только через 2 секунды нос самолёта был приподнят, но было уже слишком поздно, чтобы предотвратить катастрофу.
Пролетев над деревней Кегворт, в 20:24:43 лайнер на скорости 212 км/ч с высоко поднятым носом ударился хвостовой частью об откос насыпи восточнее автомагистрали M1. Снеся 10-метровую секцию забора наверху насыпи, он промчался через деревья, прорубив при этом просеку шириной 40 метров. Далее авиалайнер пролетел над автострадой, снеся левым крылом столб освещения, а стойками основного шасси — разделительный барьер. Через 70 метров и на 10 метров ниже точки первоначального удара рейс BD 092 в 900 метрах от торца ВПП №27 и в 50 метрах северней глиссады аэропорта Восточный Мидландс врезался в покрытую лесом насыпь. От удара лайнер разорвало на три части, при этом носовая часть проскользила несколько дальше по откосу, центральная остановилась в вертикальном положении, а хвостовая часть подпрыгнула вверх и опрокинулась вправо. Оба двигателя, несмотря на удар о землю, остались прикреплены к секциям крыльев, отдельные части двигателя №1 были найдены в 4,8 километра от места катастрофы.
Сразу после столкновения флайт-менеджер BMA отключил главный выключатель аккумулятора и выключатель питания. Затем он вернулся в кабину пилотов, где отключил выключатели запуска двигателей и топливные бустерные насосы. Топливные краны впоследствии были найдены в перекрытом положении. Никаких свидетельств по их перемещению после падения самолёта обнаружено не было.
В катастрофе погибли 47 пассажиров. 7 членов экипажа (оба пилота, 4 бортпроводника и флайт-менеджер BMA) и 66 пассажиров (в том числе 1 младенец) были серьёзно ранены, 1 член экипажа (бортпроводник) и 4 пассажира не пострадали. На земле никто не пострадал. Первоначально британские СМИ сообщили, что в катастрофе никто не погиб и что в этом «заслуга пилотов», но вскоре сообщили о 47 погибших и подтвердили, что среди погибших оказался 4-месячный младенец. Непосредственно в момент катастрофы погибли 39 человек, 8 человек позже скончались в больнице от полученных ранений и травм.

## Расследование
Расследование причин катастрофы рейса BD 092 проводил Отдел по расследованию авиационных происшествий Великобритании (AAIB). В связи с маршрутом разбившегося рейса (Лондон—Белфаст) первоначально рассматривалась версия о возможном теракте, совершённом Ирландской республиканской армией, однако следов СВУ на обломках самолёта обнаружено не было.
Окончательный отчёт расследования был опубликован 25 августа 1990 года.
Виновными в катастрофе признали обоих пилотов рейса 092, хотя некоторые выжившие пассажиры воспротивились данному решению.

## Последствия катастрофы
- Исследование причин выхода из строя показало, что модернизированный для Boeing 737-400 двигатель создавал аномальные вибрации для лопаток на высоте более 3000 метров. Эта нагрузка стала причиной отлома одной из лопастей и выхода из строя двигателя №1[3]. Через 5 месяцев после катастрофы рейса 092 в Великобритании были временно запрещены полёты на всех самолётах Boeing 737-400 (до завершения ремонта всех двигателей).
- Была внедрена 31 рекомендация по повышению уровня безопасности и по действиям в аварийных ситуациях. В частности, с целью предотвращения подобных катастроф было введено обязательное обучение на тренажёрах пилотов управлению самолётами Boeing 737 во всех возможных ситуациях (в том числе и на модификациях с новыми приборными панелями), а также разрешён полный контакт пассажиров с членами экипажа (особенно во время аварийных ситуаций). Обучением пилотов занялись специалисты из Ноттингемского университета и консалтинговой компании «Hawtal Whiting Structures».
- В октябре 1993 года были внесены новые рекомендации по поведению пассажиров во время аварийных ситуаций и представлены новые инструкции о том, как правильно сгруппироваться пассажирам в случае аварийной посадки.
- Пилоты рейса BD 092 Кевин Хант (получил перелом позвоночника и был парализован) и Дэвид Макклелланд (был серьёзно травмирован) были уволены из авиакомпании BMA после обвинений от AAIB[13]. В апреле 1991 года Кевин Хант в интервью «BBC» признал свою вину в катастрофе, но заявил, что Отдел (AAIB) попросту нашёл «козлов отпущения» и что никто не дал ответ на вопрос, почему он и Макклелланд допустили ошибки при посадке[14]. Макклелланд позднее выиграл дело в суде и получил компенсацию за незаконное увольнение из авиакомпании[15]. Также в суд на авиакомпанию BMA подал Грэм Пирсон (англ. Graham Pearson), который участвовал в спасательной операции, и в 1998 году он получил компенсацию в размере £ 57 000[16].
- В новогодние праздники офицер пожарной службы аэропорта Восточный Мидландс Алан Уэбб (англ. Alan Webb), участвовавший в спасательной операции, за свои действия был награждён Орденом Британской империи[17].
- В деревне Кегворт был установлен мемориал «Тем, кто погиб, кто был ранен и кто участвовал в спасательной операции» (англ. Those who died, those who were injured and those who took part in the rescue operation). У мемориала был разбит небольшой сад; для посадки цветов использовалась почва, взятая с места катастрофы[18].

## Культурные аспекты
Катастрофа рейса 092 British Midland Airways показана в двух документальных сериалах от телеканала «National Geographic Channel» — Секунды до катастрофы (серия Авиакатастрофа на автомагистрали) и Расследования авиакатастроф (серия Полный отказ двигателей).

### Комментарии
1. ↑  Здесь и далее указано Британское летнее время — BST
2. ↑  Тряска штурвала начинается, когда скорость полёта менее чем на 7% превышает скорость сваливания